# Estera microbiana

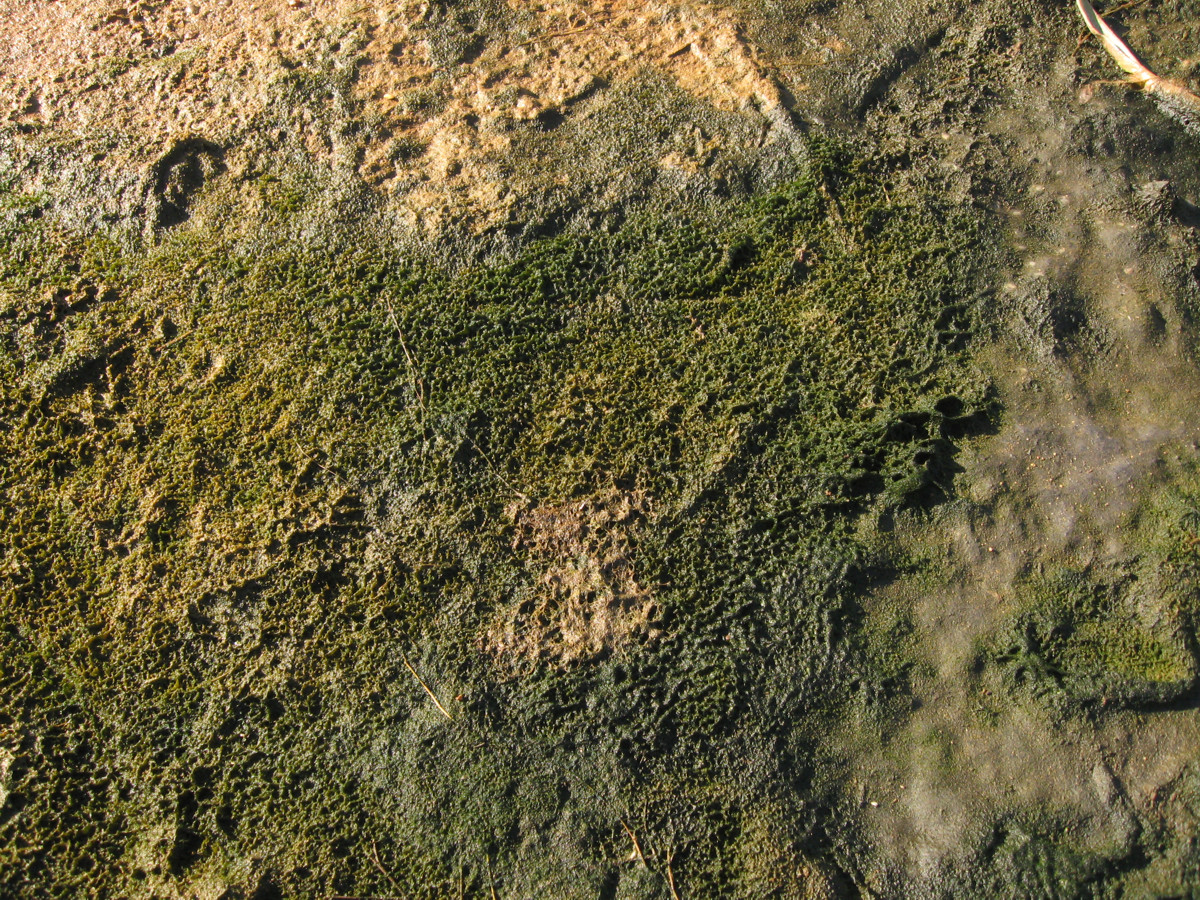
El tapete cianobacteriano-algal, lago salado en la costa del Mar Blanco, también pueden ser consideradas costras biológicas.

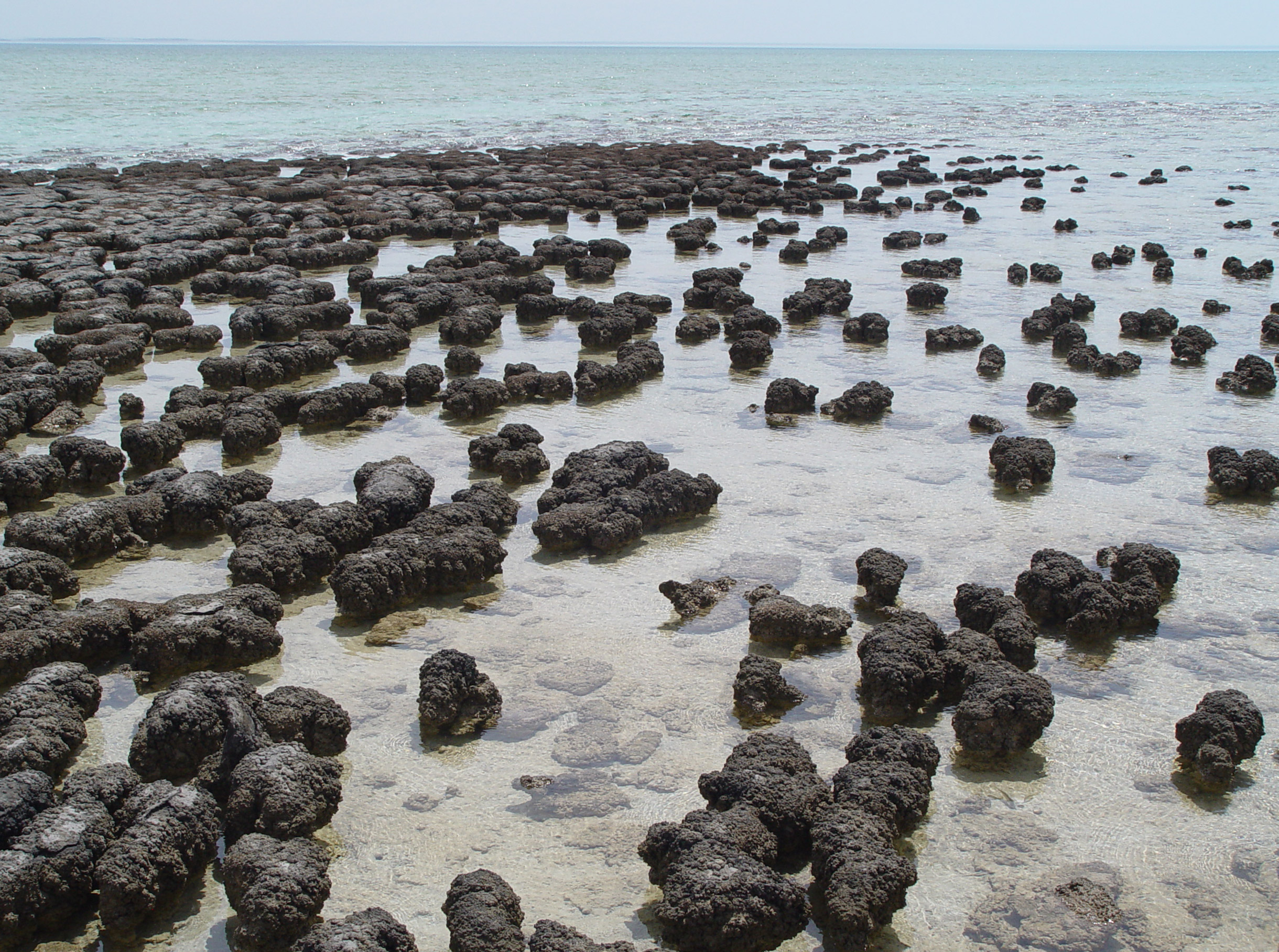
Los microbialitos son formados por algunas esteras microbianas a medida que los microbios se mueven lentamente hacia arriba para evitar ser asfixiados por el sedimento. Estromatolitos actuales en la bahía Shark, Australia.

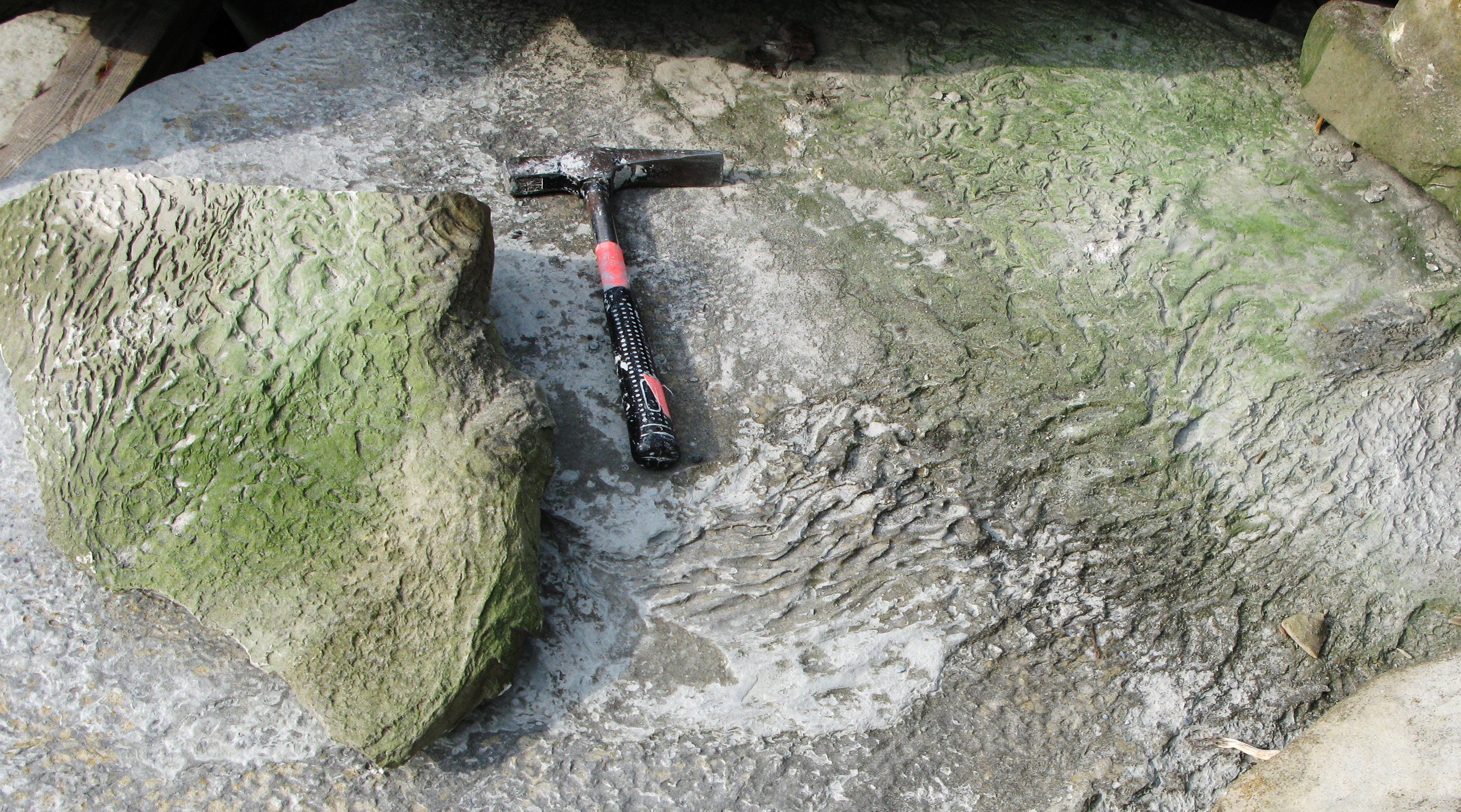
Esta textura arrugada de "piel de elefante" es un rastro fósil de una estera microbiana no estromatolítica.
La imagen muestra la ubicación, en los lechos Burgsvik de Suecia, donde la textura fue identificada por primera vez como evidencia de una estera microbiana.

Una estera microbiana o tapete microbiano es una lámina multicapa de microorganismos, principalmente bacterias y arqueas. Fueron descritas por primera vez por Paracelso (~1519),p1 pero su significado total no se hizo realidad hasta el último cuarto del siglo XX.
Las esteras microbianas crecen sobre todo en superficies sumergidas o húmedas, pero unas pocas sobreviven en los desiertos. Colonizan ambientes con temperaturas que van de -40 °C a +120 °C. Algunos son endosimbiontes de animales.
Aunque por lo general sólo tienen unos pocos centímetros de espesor, los tapetes microbianos crean una amplia gama de ambientes químicos internos. Están formados por capas de microorganismos que pueden alimentarse o tolerar los productos químicos a su nivel. En condiciones húmedas, las esteras se mantienen unidas por sustancias viscosas (sustancias poliméricas extracelulares) secretadas por los microorganismos.118; 1671-7 Algunos de los microorganismos forman redes de filamentos que endurecen la estera. Las formas físicas más conocidas son esteras planas estratificadas llamados estromatolitos, aunque también hay formas irregulares (trombolitos) o esféricas (oncolitos). 
Las esteras microbianas en forma de microbialito son la forma más temprana de vida en la Tierra de la que existen buenas evidencias fósiles, desde hace 3.500 millones de años, y fueron durante mucho tiempo los miembros más importantes de los ecosistemas del planeta.
Originalmente podrían haber dependido de los respiraderos hidrotérmicos para obtener energía y "alimentos" químicos. El desarrollo de la fotosíntesis los liberó gradualmente del "gueto hidrotérmico" al demostrar ser una fuente de energía más ampliamente disponible, la luz solar, aunque inicialmente las esteras fotosintéticas todavía dependían de la difusión de químicos emitidos por los respiraderos hidrotérmicos. La etapa final y más significativa de esta liberación fue el desarrollo de la fotosíntesis productora de oxígeno, ya que los principales insumos químicos para ello son el dióxido de carbono y el agua.
Como resultado, las esteras microbianas comenzaron a producir la atmósfera que conocemos hoy en día, en la que el oxígeno libre es un componente vital. Aproximadamente al mismo tiempo, también pueden haber sido el lugar de nacimiento del tipo de célula eucarionte más compleja, de la cual están compuestos todos los organismos multicelulares. Las esteras microbianas eran abundantes en los fondos marinos poco profundos hasta la revolución de los sustratos cámbricos, cuando los animales que vivían en mares poco profundos aumentaron su capacidad de excavar y, por lo tanto, rompieron las superficies de las esteras y dejaron que el agua oxigenada entrara en las capas más profundas, envenenando los microorganismos intolerantes al oxígeno que vivían allí. Aunque esta revolución expulsó a las esteras de los suelos blandos de los mares poco profundos, todavía florecen en muchos ambientes donde la excavación es limitada o imposible, incluyendo los fondos marinos rocosos y las orillas, las lagunas hiper-salinas y salobres, y se encuentran en los suelos de los océanos profundos.
Debido a la capacidad de los tapetes microbianos de usar casi cualquier cosa como nutrientes, existe un interés considerable en los usos industriales de los tapetes, especialmente para el tratamiento del agua y la limpieza de la contaminación.